# Zaccheus Richard Mahabane
Zaccheus Richard Mahabane (* 15. August 1881 in Thaba Nchu; † im September 1971 in Kroonstad), auch Zacharias Richard Mahabane, war ein südafrikanischer Politiker, methodistischer Pfarrer und von 1924 bis 1927 sowie zwischen 1937 und 1940 Präsident des African National Congress (ANC).

## Leben

### Ausbildung und Beruf
Mahabane wurde als Sohn einer wohlhabenden, christlichen Farmerfamilie geboren. Nach der Grundschule besuchte er eine Missionsschule in Morija in Basutoland (heute Lesotho), wo er zum Lehrer ausgebildet wurde und 1901 abschloss. Danach war er kurze Zeit als Lehrer tätig, bevor er Gerichtsdolmetscher wurde. 1908 begann er eine theologische Ausbildung an der Lessyton Theological School bei Queenstown, 1914 wurde er zum methodistischen Seelsorger ordiniert. Seine erste Gemeinde hatte er in Bensonvale, 1916 wurde er nach Kapstadt versetzt. Dort begann seine politische Karriere.

### Als Politiker des ANC
1917 trat Mahabane dem Cape Africa Congress bei, 1919 wurde er zum Präsidenten des Cape African Congress, einer Vorläuferorganisation des South African Native National Council (SANNC) im westlichen Teil der Kapprovinz sowie zum Vizepräsidenten der Cape Native Voters’ Convention gewählt. 1923 wurde der SANNC in ANC umbenannt, 1924 Mahabane als erster Präsident der Partei nach der Umbenennung gewählt. Sein politisches Hauptziel war die Einheit der schwarzen Bevölkerung, an der er zusammen mit Abdullah Abdurahman intensiv arbeitete und verschiedene Veranstaltungen im Rahmen der Non-European Unity Conferences organisierte. Sein Nachfolger im Amt war 1927 Josiah Tshangana Gumede, der aufgrund des aufstrebenden linken Flügels des ANC ins Amt kam, und dessen kommunistische und zunehmend radikale Ausrichtung des ANC Mahabane ablehnte. An der Abwahl und Abdrängung Gumedes vom Präsidentenamt 1930 war er im Hintergrund beteiligt. Zugleich kritisierte er die Gesetze über die Rassentrennung der Regierung Hertzog und wurde 1935 Mitglied des geschäftsführenden Komitees der All African Convention (AAC), einer Organisation gegen die Apartheidsgesetzgebung; er blieb bis 1955 Vizepräsident der Versammlung. 1937 wurde Mahabane zum zweiten Mal zum Präsidenten des ANC gewählt, bei der Wahl 1940 verlor er mit einer Stimme gegen Alfred Bitini Xuma. Nach seiner zweiten Amtszeit war der an der Überarbeitung des Parteiprogrammes beteiligt, 1943 ernannte ihn der ANC zum lebenslangen Ehrenpräsidenten.

### Als Politiker außerhalb des ANC
Neben seinem Engagement für den ANC war Mahabane in den 1940er Jahren für die AAC sehr aktiv und einer der Mitbegründer des Non-European Unity Movement (NEUM), einem afrikanischen Pendant der Europäischen Bewegung International. Bis 1956 amtierte er als Vorsitzender und Präsident der Bewegung. 1948 versuchte er als Delegierter der AAC vergeblich, die Spaltung zwischen dem AAC und dem ANC zu überwinden. An der Defiance Campaign 1952 nahm er nicht teil; er galt als ruhiger, besonnener und auf Ausgleich bedachter Politiker. So wandte er sich ab 1950 den kirchlichen Aufgaben zu. Unter anderem war er am Aufbau der Methodistenkirche in Südafrika beteiligt und einer von drei afrikanischer Amtsinhabern der Methodist Church’s Conference.
Mahabane war mit Harriet Mantoro verheiratet und hatte fünf Kinder.

## Auszeichnungen
2012 wurde Mahabane postum von Präsident Jacob Zuma der Order of Luthuli in Gold verliehen.